# Narsworthy Hunter
Narsworthy Hunter (* 18. Jahrhundert in Virginia; † 11. März 1802 in Washington, D.C.) war ein US-amerikanischer Politiker. Zwischen 1801 und 1802 vertrat er das Mississippi-Territorium als Delegierter im US-Repräsentantenhaus.

## Werdegang
Sowohl das Geburtsdatum als auch der genaue Geburtsort von Narsworthy Hunter sind unbekannt. Die Quellen gehen aber von Virginia als seinem Heimatstaat aus. Nach seinem Umzug in das Gebiet des späteren Bundesstaates Mississippi half er im Jahr 1793 als Hauptmann der Miliz beim Aufbau einer Verwaltung in seinem Heimatdistrikt. Später wurde er mit der Kontrolle der militärischen Anlagen am Ostufer des Mississippi beauftragt. Dieser Fluss stellte damals die Westgrenze der Vereinigten Staaten dar.
Hunter gehörte keiner politischen Partei an, wurde aber aufgrund seiner bisherigen Tätigkeit im Mississippi-Territorium bei den Kongresswahlen des Jahres 1800 als erster Delegierten dieses Gebiets in das US-Repräsentantenhaus in Washington gewählt. Er trat sein neues Mandat am 4. März 1801 an. Im Kongress hatte er als Delegierter kein Stimmrecht. Dieses war den Abgeordneten der regulären Bundesstaaten vorbehalten. Mississippi erhielt diesen Status erst im Jahr 1817.
Hunter konnte seine zweijährige Legislaturperiode im Kongress nicht beenden, da er bereits nach einem Jahr, am 11. März 1802, starb. Er wurde auf dem Kongressfriedhof in Washington beigesetzt. Sein Mandat ging nach einer Nachwahl an den ebenfalls parteilosen Thomas M. Green.